# Steve Hooker
Steven Hooker, detto Steve (Melbourne, 16 luglio 1982), è un astista australiano, campione olimpico e mondiale (sia all'aperto, che indoor).
Fa parte del ristretto club dei 6 metri.

## Biografia
Ha un primato personale assoluto di 6,06 m stabilito in una competizione indoor, migliore del 6,00 m all'aperto. Entrambe le misure oltre i 6 metri lo collocano tra i soli sei atleti al mondo capaci di valicare la misura sia outdoor che indoor; gli altri cinque sono il primatista mondiale, l'ucraino Serhij Bubka (6,14 m / 6,15 m), Maksim Tarasov (6,05 m / 6,00 m), Jeff Hartwig (6,03 m / 6,02 m), Renaud Lavillenie (6,05 m / 6,16 m) e in ultimo Radion Gataullin (6,00 m / 6,02 m).

### Gli infortuni
Nel 2009 già fu a rischio la sua partecipazione ai Mondiali di Berlino 2009, che poi vinse. Nel 2011 un infortunio al ginocchio lo ha tenuto lontano dalle competizioni sino al mese di luglio, allorché ha programmato il suo rientro per il meeting Herculis del Principato di Monaco in programma il giorno 22.

## Record nazionali

### Seniores
- Salto con l'asta indoor: 6,06 m ( Boston, 7 febbraio 2009)

## Progressione

### Salto con l'asta outdoor
Hooker è stato presente per sei stagioni nella top 25 mondiale all'aperto.
| Stagione | Risultato | Luogo      | Data       | Rank. Mond. |
| -------- | --------- | ---------- | ---------- | ----------- |
| 2011     | 5,60 m    | Leverkusen | 30-7-2011  | 36º         |
| 2010     | 5,95 m    | Spalato    | 5-9-2010   | 1º          |
| 2009     | 5,95 m    | Sydney     | 28-2-2009  | 2º          |
| 2008     | 6,00 m    | Perth      | 27-1-2008  | 3º          |
| 2007     | 5,91 m    | Perth      | 7-1-2007   | 2º          |
| 2006     | 5,96 m    | Berlino    | 3-9-2006   | 2º          |
| 2005     | 5,87 m    | Melbourne  | 12-3-2005  | 5º          |
| 2004     | 5,65 m    | Perth      | 22-2-2004  | 44º         |
| 2003     | 5,10 m    | Taegu      | 28-8-2003  | -           |
| 2002     | 5,35 m    | Melbourne  | 26-10-2002 | -           |
| 2001     | 5,30 m    | Brisbane   | 25-3-2001  | -           |
| 2000     | 5,20 m    | Santiago   | 22-10-2000 | -           |

### Salto con l'asta indoor
In due stagioni il personale indoor di Hooker è stato migliore di quello outdoor, in particolare il 6,06 m del 2009, oltre a costituire il suo primato assoluto, è anche la 2ª miglior prestazione di tutti i tempi.
| Stagione | Risultato | Luogo    | Data      | Rank. Mond. |
| -------- | --------- | -------- | --------- | ----------- |
| 2010     | 6,01 m    | Doha     | 13-3-2010 | 1º          |
| 2009     | 6,06 m    | Boston   | 7-2-2009  | 1º          |
| 2008     | 5,80 m    | Valencia | 9-3-2008  | 6º          |
| 2007     | 5,81 m    | Boston   | 27-1-2007 | 5º          |

## Palmarès
| Anno | Manifestazione          | Sede      | Evento           | Risultato | Prestazione | Note                                     |
| ---- | ----------------------- | --------- | ---------------- | --------- | ----------- | ---------------------------------------- |
| 2000 | Mondiali U20            | Santiago  | Salto con l'asta | 4º        | 5,20 m      |                                          |
| 2004 | Giochi olimpici         | Atene     | Salto con l'asta | 28º       | 5,30 m      |                                          |
| 2005 | Mondiali                | Helsinki  | Salto con l'asta | 17º       | 5,45 m      |                                          |
| 2006 | Giochi del Commonwealth | Melbourne | Salto con l'asta | Oro       | 5,80 m      | Record dei campionati                    |
| 2007 | Mondiali                | Osaka     | Salto con l'asta | 9º        | 5,76 m      |                                          |
| 2008 | Mondiali indoor         | Valencia  | Salto con l'asta | Bronzo    | 5,80 m      | Miglior prestazione personale stagionale |
| 2008 | Giochi olimpici         | Pechino   | Salto con l'asta | Oro       | 5,96 m      | Record olimpico                          |
| 2009 | Mondiali                | Berlino   | Salto con l'asta | Oro       | 5,90 m      |                                          |
| 2010 | Mondiali indoor         | Doha      | Salto con l'asta | Oro       | 6,01 m      | Record dei campionati                    |
| 2010 | Giochi del Commonwealth | Delhi     | Salto con l'asta | Oro       | 5,60 m      |                                          |
| 2011 | Mondiali                | Taegu     | Salto con l'asta | nm (q)    | nm (q)      |                                          |
| 2012 | Giochi olimpici         | Londra    | Salto con l'asta | Finale    | nm          |                                          |

## Altre competizioni internazionali
2006
- 5º alle IAAF World Athletics Final ( Stoccarda), salto con l'asta - 5,75 m
- Oro in Coppa del mondo ( Atene), salto con l'asta - 5,80 m

2007
- Bronzo alle IAAF World Athletics Final ( Stoccarda), salto con l'asta - 5,81 m

2010
- Oro in Coppa continentale ( Spalato), salto con l'asta - 5,95 m